# Nathalie Azoulai

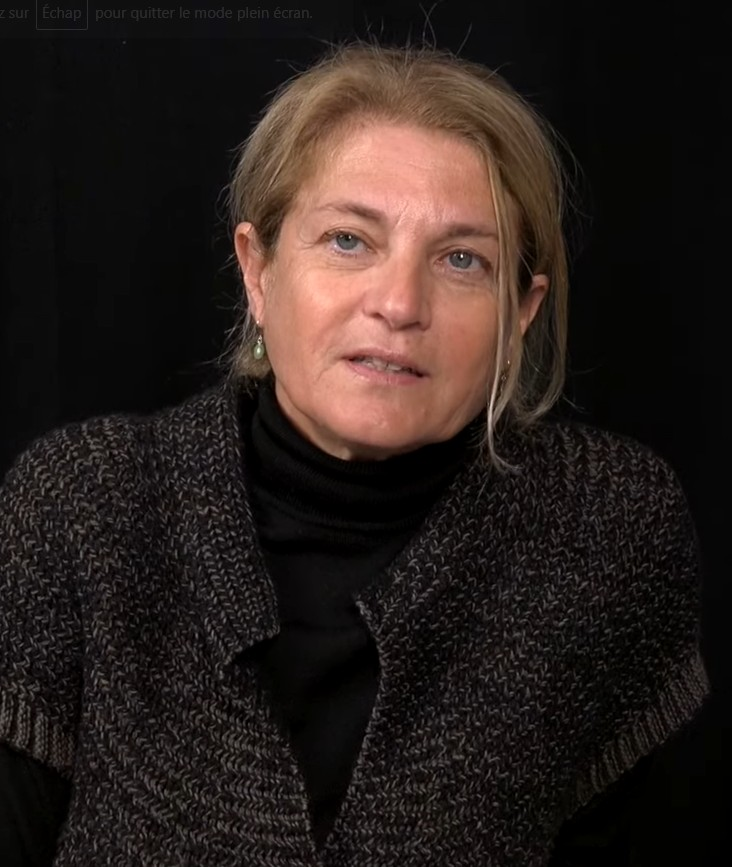
Nathalie Azoulai

Nathalie Azoulai (geboren 9. September 1966 in Nanterre) ist eine französische Schriftstellerin.

## Leben
Nathalie Azoulai ist eine Tochter einer aus Ägypten nach Frankreich emigrierten Familie. Sie wuchs in Nanterre auf. Azoulai studierte Literaturwissenschaften, arbeitete nach ihrer Agrégation als Lehrerin und danach als Verlagslektorin. 2002 erschien ihr erster Roman. Sie arbeitet als Schriftstellerin und Drehbuchautorin in Paris.
Azoulai veröffentlichte 2002 ihr erstes Buch Mère agitée und 2004 den autobiografischen Roman C’est l’histoire d’une femme qui a un frère über die Beziehung einer kleinen Schwester zu einem großen Bruder. Bis 2006 lebte sie dann in Spanien und veröffentlichte Les Manifestations. Ihr Buch Une ardeur insensée aus dem Jahr 2009 ist über Theaterschaffende wie Louis Jouvet und Patrice Chéreau. 2010 knüpfte sie mit Les Filles ont grandi thematisch an ihren Debütroman an.
Azoulais 2015 erschienener Roman Titus n'aimait pas Bérénice versetzt Jean Racines Tragödie Bérénice in die Gegenwart. Der Roman stand in der Schlussauswahl des Prix Goncourt, des Prix Goncourt des lycéens sowie des Prix Femina und erhielt den Prix Médicis.

## Werke
- Mère agitée. Éditions du Seuil, 2002, ISBN 2-02-054982-4
- C'est l'histoire d'une femme qui a un frère. Éditions du Seuil, 2004, ISBN 978-2-02-062203-5
- Les Manifestations. Éditions du Seuil, 2005, ISBN 978-2-02-080217-8
- Une ardeur insensée. Flammarion, 2009, ISBN 978-2-08-121766-9
- Les filles ont grandi. Flammarion, 2010, ISBN 978-2-08-124029-2
- Mad Men, un art de vivre. Essay. La Martinière, 2011, ISBN 978-2-7324-4678-3
- Titus n'aimait pas Bérénice. Éditions P.O.L., 2015, ISBN 978-2-8180-3620-4
  - An Liebe stirbt man nicht : Roman. Übersetzung Paul Sourzac. Zürich : Secession, 2017, ISBN 978-3-906910-16-1.[3]
- Aschenbrödel oder der kleine Seidenhandschuh: Leurs Contes de Perrault, in:  Den gegenwärtigen Zustand der Dinge festhalten. Zeitgenössische Literatur aus Frankreich. die horen, 62, 267